# Акс ле Терм
Акс ле Терм (фр. Ax-les-Thermes) насеље је и општина у јужној Француској у региону Миди Пирене, у департману Арјеж која припада префектури Фоа.
По подацима из 2011. године у општини је живело 1348 становника, а густина насељености је износила 44,55 становника/km². Општина се простире на површини од 30,26 km². Налази се на средњој надморској висини од 720 метара (максималној 2.411 m, а минималној 697 m).

## Демографија
| 1962. | 1968. | 1975. | 1982. | 1990. | 1999. | 2011. |
| ----- | ----- | ----- | ----- | ----- | ----- | ----- |
| 1.628 | 1.688 | 1.562 | 1.478 | 1.489 | 1.441 | 1.348 |

График промене броја становника у току последњих година